# Pararistolochia zenkeri
Pararistolochia zenkeri là một loài thực vật có hoa trong họ Aristolochiaceae. Loài này được (Engl.) Hutch. & Dalziel mô tả khoa học đầu tiên năm 1928.